# اسنابروک
اسنابروک در ایالت نیدرزاکسن و هم‌مرز با ایالت نوردراین-وستفالن در میان شهرهای مونستر و برمن قرار دارد و پس از شهرهای هانوفر و براونشوایگ سومین شهر بزرگ این ایالت است. جمعیت این شهر بنابر آمار سال ۲۰۰۸ برابر با ۱۶۳٬۲۸۶ نفر است.